# Worotynsk (rejon babyniński)
Worotynsk (ros. Воротынск) – osiedle typu miejskiego w Rosji, w obwodzie kałuskim, w rejonie babynińskim. W 2010 liczyło 11 288 mieszkańców.